# Telenet Japan
Telenet Japan Co., Ltd. (株式会社日本テレネット Kabushiki-gaisha Nihon Terenetto?) var en japansk datorspels- och mjukvaruutvecklare som grundades i oktober 1983 av Kazuyuki Fukushima. Företaget var också känt som Nippon Telenet (eller Nihon Telenet). Företaget var mest känt för Valis-serien samt dess Wolfteam-, Laser Soft och RiOT-divisioner (den tidigare skapade Tales of Phantasia, det första spelet i Tales-serien).

### Fotnoter
1. ↑  hämtat från: japanskspråkiga Wikipedia.[källa från Wikidata]
2. ↑  hämtat från: spanskspråkiga Wikipedia.[källa från Wikidata]